# Cắt Trung Quốc

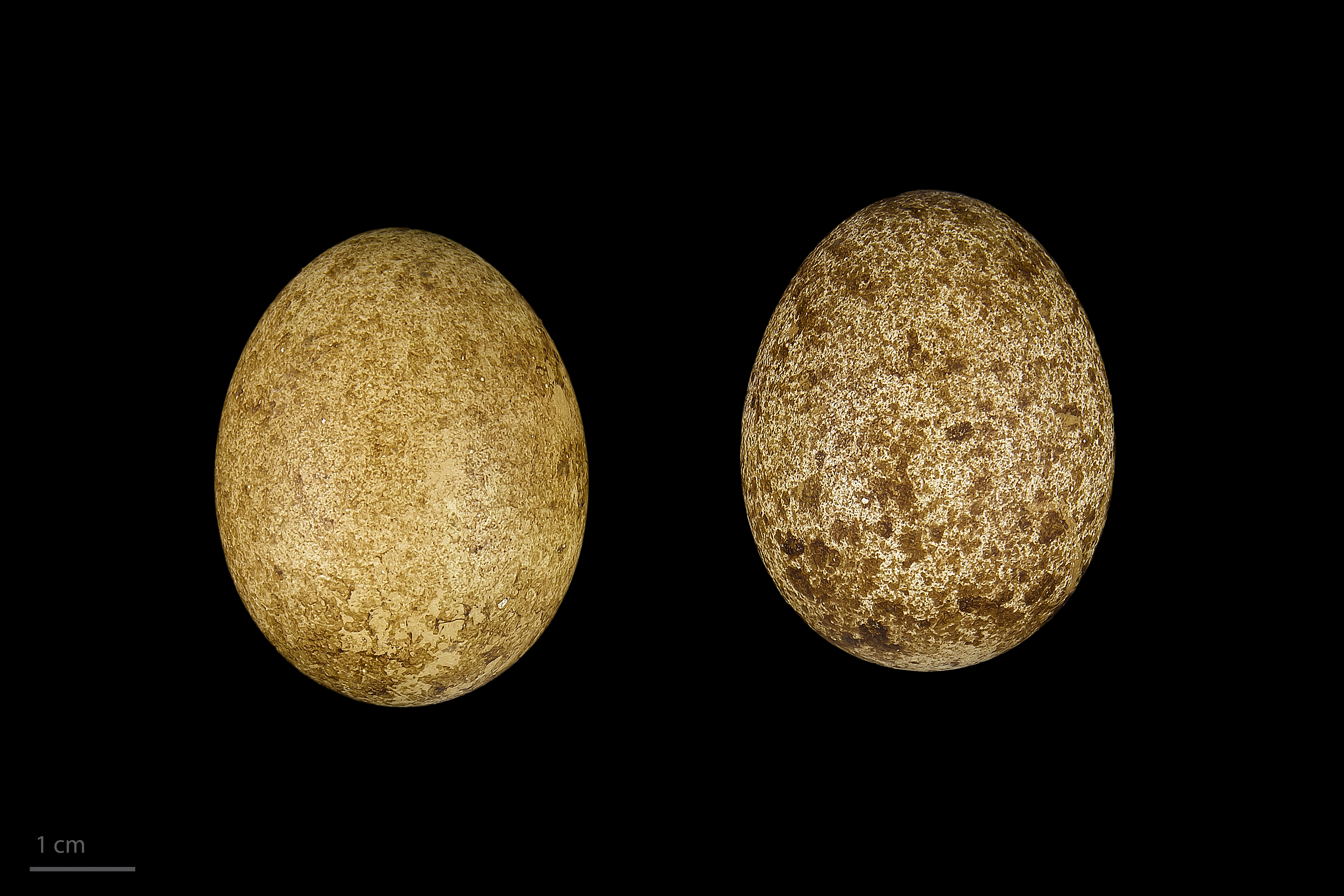
Trứng của Falco subbuteo

Cắt Trung Quốc (danh pháp hai phần: Falco subbuteo) là một loài chim thuộc chi Cắt trong họ Cắt. Loài này phân bố ở châu Âu, châu Á, châu Phi.
Loài cắt này dài 29–36 cm (11–14 in) với sải cánh 74–84 cm (29–33 in) và khối lượng 175–285 g (6,2–10,1 oz).

## Phân loại
Cắt Trung Quốc thuộc về nhóm cắt nhỏ có quan hệ họ hàng gần gũi thuộc phân chi Hypotriorchis.
Hiện tại người ta công nhận 2 phân loài:
- subbuteo – chủng danh định, định cư tại châu Phi, châu Âu, Trung và Đông Á, trú đông tại miền trung và miền nam châu Phi, Nam Á.
- streichi - do Hartert và Neumann mô tả năm 1907, nhỏ hơn về kích thước và sinh sống xa hơn về phía đông so với phạm vi phân bố của chủng subbuteo'.

## Tham khảo

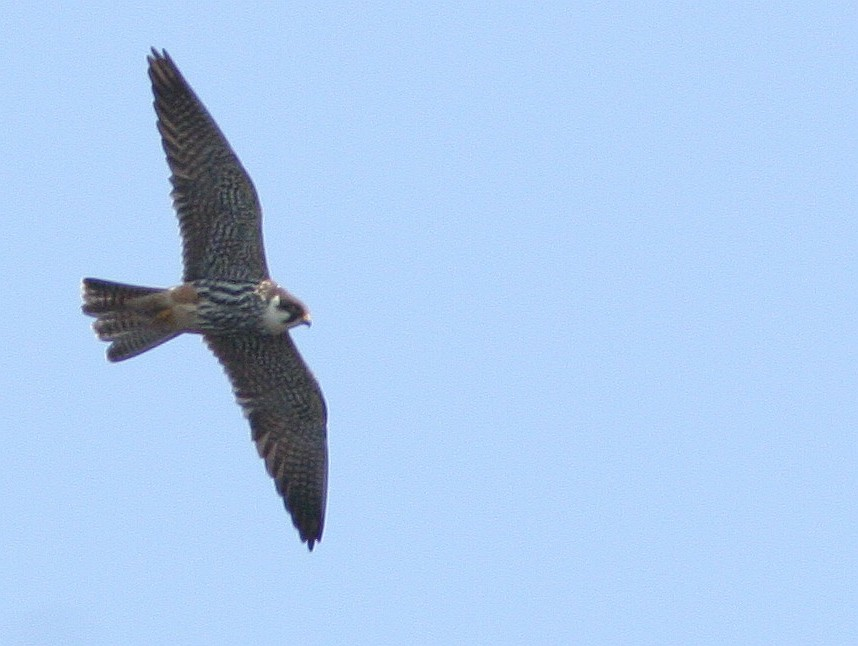
Cắt đang bay